# ماسارو ایبوکا
ماسارو ایبوکا (به ژاپنی: 井深 大) (زاده ۱۱ آوریل ۱۹۰۸ - درگذشته ۱۹ دسامبر ۱۹۹۷) کارآفرین، صنعتگر و مدیر ارشد اجرایی ژاپنی بود، که در سال ۱۹۴۶ با مشارکت آکیو موریتا شرکت سونی را تأسیس نمود.